# Oreocharis dalzielii
Oreocharis dalzielii är en tvåhjärtbladig växtart som först beskrevs av William Wright Smith, och fick sitt nu gällande namn av Mich. Möller och A. Weber. Oreocharis dalzielii ingår i släktet Oreocharis och familjen Gesneriaceae. Inga underarter finns listade i Catalogue of Life.